# Єспер Єнсен
Єспер Єнсен (дан. Jesper Jensen; 2 травня 1987, м. Нюбру, Швеція) — данський хокеїст, центральний нападник. Виступає за «Регле» (Енгельгольм) у Шведській хокейній лізі.
Вихованець хокейної школи ХК «Нюбру». Виступав за «Фредеріксгавн Вайт-Гокс», «Гамбург Фрізерс», ХК «Карлскруна».
У складі національної збірної Данії учасник чемпіонатів світу 2009, 2010, 2011, 2012, 2013, 2014 і 2015 (41 матч, 5+3). У складі юніорської збірної Данії учасник чемпіонату світу 2005.
Досягнення
- Бронзовий призер чемпіонату Данії (2011)